# Chemia analityczna
Chemia analityczna zajmuje się analizą związków i mieszanin.
Analiza chemiczna może mieć trzy cele:
- Chemiczna analiza ilościowa – jej celem jest ustalenie ilościowego składu mieszaniny – np. udział procentowy poszczególnych składników w mieszaninie bądź stężenie wybranego składnika.
- Chemiczna analiza jakościowa – jej celem jest ustalenie z jakich składników składa się dana mieszanina lub ustalenie czy dany związek chemiczny w ogóle występuje w analizowanej mieszaninie.
- Chemiczna analiza strukturalna – jej celem jest ustalenie struktury badanego związku chemicznego – składu atomów, które są składnikami związku, i następnie sposobu, w jaki te atomy są połączone.